# Miltochrista flavicolis
Miltochrista flavicolis là một loài bướm đêm thuộc phân họ Arctiinae, họ Erebidae.